# Salomé (1923)

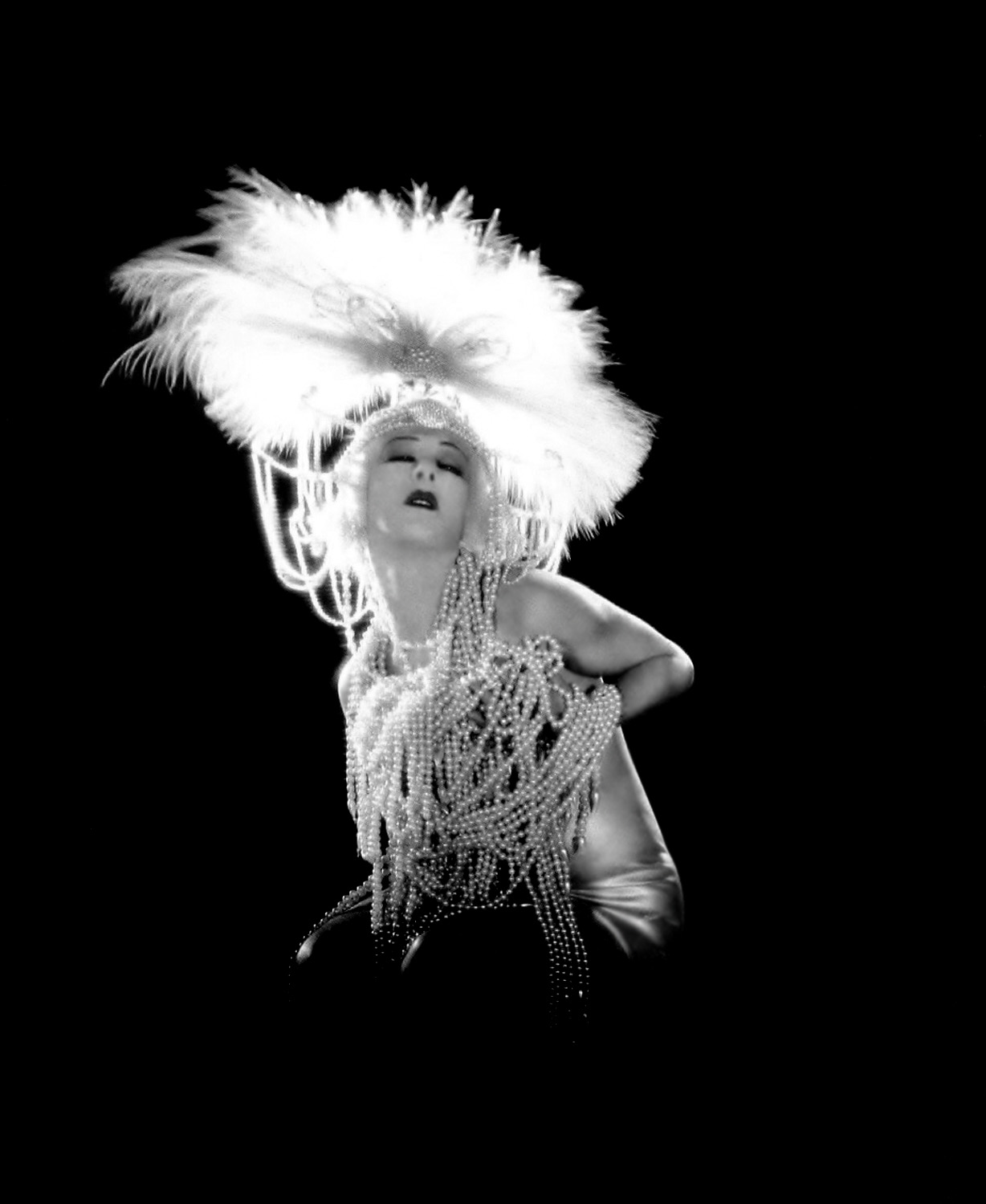
Alla Nazimova als Salomé

Salomé is een Amerikaanse stomme film uit 1923 geregisseerd door Charles Bryant. De film is gebaseerd op een stuk van Oscar Wilde. Wilde schreef het toneelstuk in 1891. Bij het kiezen van acteurs werd er gezocht naar homoseksuele acteurs, ter ere van Wilde. Actrice Alla Nazimova produceerde de film ook en zorgde tevens voor het budget van $350.000. De film sloeg niet aan bij het publiek, waardoor Nazimova bankroet werd achtergelaten. De film is een van de eerste kunstfilms uit de geschiedenis van de film. Geen studio leek de film te willen, waardoor de film pas jaren nadat hij al afgerond was, werd uitgebracht. Uiteindelijk zorgde Image Entertainment, een kleine studio, voor de distributie.

## Verhaal
Salomé, de dochter van Herodias, verleidt haar stiefvader en oom Herodes, gouverneur van Galilea, tijdens een dans, om hier zelf profijt uit te krijgen.
Zie ook: Salomé (toneelstuk)

## Rolverdeling
| Acteur           | Personage  |
| ---------------- | ---------- |
| Alla Nazimova    | Salomé     |
| Mitchell Lewis   | Herod      |
| Rose Dione       | Herodias   |
| Earl Schenck     | Narraboth  |
| Nigel De Brulier | Jokaanan   |
| Louis Dumar      | Tigellinus |